# 릴로볼로쥐
릴로볼로쥐(Necromys lilloi)는 비단털쥐과에 속하는 남아메리카 설치류이다. 아르헨티나 투쿠만주의 토착종이다. 종소명과 일반명은 아르헨티나 박물학자 미구엘 릴로(Miguel Lillo)의 이름에서 유래했다.

## 특징
작은 설치류로 꼬리 길이 70~77mm를 포함한 전체 몸길이가 171~189mm이고, 발 길이는 24~26mm이다. 귀 길이는 15~17mm이고, 몸무게는 최대 44g이다. 등 쪽 털은 짙은 갈색을 띠는 반면에 배 쪽은 엷은 황갈색이다. 턱에 흰 반점이 있다. 눈 주위에 누르스름한 털이 둥글게 나 있다. 꼬리 길이가 몸길이보다 짧다. 꼬리 윗면은 짙은 갈색이고, 아랫면은 흰색-회색이다.

## 생태
육상성, 야행성 동물이다.

## 분포 및 서식지
아르헨티나 북서부 투쿠만 주에서만 알려져 있다. 풀밭 지역에서 서식한다.